# Attilia Radice
Attilia Radice (Taranto, 1914 – Capranica, 1980) è stata una ballerina e coreografa italiana.

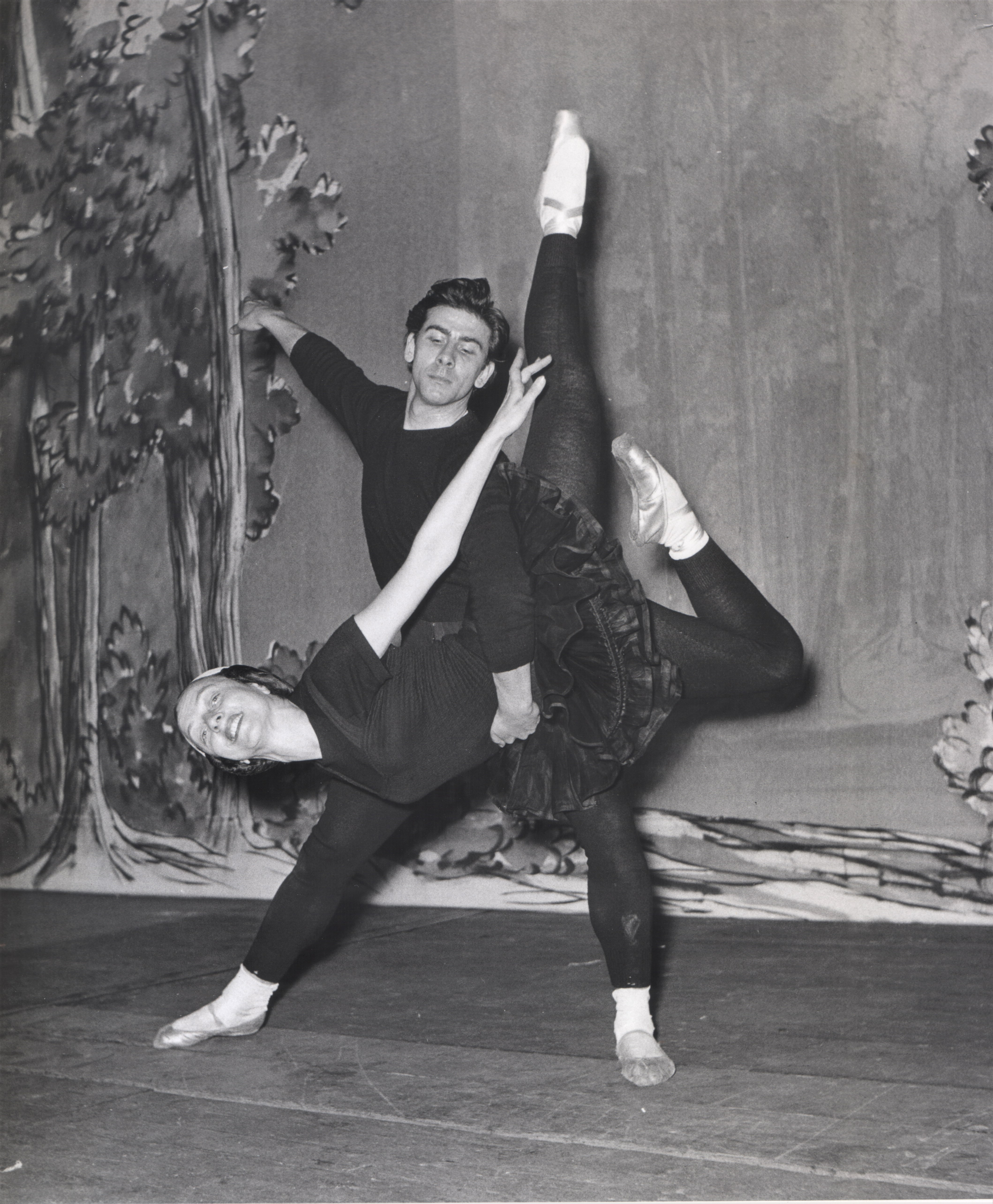
Con Guido Lauri in prova per La Bella Addormentata nel Bosco negli Anni '50.

Fu allieva del leggendario Enrico Cecchetti e di Lucia Fornaroli nella Scuola di Ballo del Teatro alla Scala di Milano, dove si diplomò nel 1932. 
Nello stesso anno esordì al Teatro alla Scala nella Belkis, regina di Saba di Ottorino Respighi, rivelandosi presto interprete del repertorio classico nonché dei titoli in voga negli anni trenta (Vecchia Milano, di Franco Vittadini e Il carillon magico, di Riccardo Pick-Mangiagalli).
Nel 1935 divenne prima ballerina al Teatro dell'Opera di Roma ed in seguito, su indicazione di Oliviero De Fabritiis, prima ballerina assoluta, danzando quasi sempre in coppia con Guido Lauri ed Ugo Dell'Ara.
Di solida base classico-accademica e al contempo dotata di ottime qualità espressive, in special modo nel movimento delle braccia (affasciante era il suo port de bras), a Roma la Radice si affermò come interprete dei balletti che Aurel Milloss creò per lei, giocando un ruolo non secondario nel rinnovamento della danza italiana del Novecento.
Tra i ruoli più notevoli concepiti per lei da Milloss, vanno ricordati: Petruška (1939, nel ruolo della Ballerina, balletto che ebbe anche una provocatoria tournée nella Germania nazista nel 1941), La sagra della primavera (1941, nel ruolo dell'Eletta), Il figliol prodigo (1941), solo dalla Salomé o Danza dei sette veli di Strauss (1941), Il mandarino meraviglioso alla Scala (1942, nel ruolo della Ragazza), Bolero (1943), Orpheus (1948) e il balletto concertante Estro arguto (1956).
Luigi Rossi  definì memorabile l’edizione delle beethoveniane Creature di Prometeo  all’Opera di Roma nel 1940, ancora una produzione millossiana.
Dal 1957 al 1975 Attilia Radice diresse la scuola di ballo dell'Opera di Roma, avviando alla professione numerose giovani danzatrici poi divenute affermate in ambito sia italiano che internazionale (da Elisabetta Terabust e Diana Ferrara a Stefania Minardo e Tiziana Lauri). 
Morì a Capranica nel 1980.